# Wasenmühle (Neustadt an der Aisch)
Wasenmühle ist ein Wohnplatz der Kreisstadt Neustadt an der Aisch im Landkreis Neustadt an der Aisch-Bad Windsheim (Mittelfranken, Bayern). Er zählt zum Gemeindeteil und Gemarkung Neustadt an der Aisch.

## Geografie
Die aus zwei Wohngebäuden bestehende Einöde liegt an der Aisch unmittelbar östlich des Friedhofes. Über einen Anliegerweg gelangt man zur Rothenburger Straße (=Bundesstraße 470).

## Geschichte
Gegen Ende des 18. Jahrhunderts bestand Wasenmühle aus einem Anwesen, das zu Neustadt an der Aisch gehörte. Der Rat Neustadt war Grundherr der Mühle.
Von 1797 bis 1810 unterstand der Ort dem Justizamt Dachsbach und Kammeramt Neustadt. Im Rahmen des Gemeindeedikts wurde Wasenmühle dem 1811 gebildeten Steuerdistrikt Neustadt an der Aisch und der 1813 gegründeten Munizipalgemeinde Neustadt an der Aisch zugeordnet.

## Einwohnerentwicklung
| Jahr      | 001818 | 001824 | 001840 | 001861 | 001871 | 001885 | 001900 | 001925 | 001950 |
| Einwohner | 5      | 11     | 12     | 11     | 10     | 11     | 10     | 10     | *      |
| Häuser    | 1      | 1      | 1      |        |        | 1      | 1      | 1      | *      |
| Quelle    | [ 5 ]  | [ 3 ]  | [ 6 ]  | [ 7 ]  | [ 8 ]  | [ 9 ]  | [ 10 ] | [ 11 ] | [ 12 ] |

## Religion
Der Ort ist evangelisch-lutherisch geprägt und nach St. Johannes der Täufer (Neustadt an der Aisch) gepfarrt. Die Katholiken sind nach St. Johannis Enthauptung (Neustadt an der Aisch) gepfarrt.